# Sống chung với mẹ chồng
Sống chung với mẹ chồng là một bộ phim truyền hình được thực hiện bởi Trung tâm Phim truyền hình Việt Nam, Đài Truyền hình Việt Nam do Vũ Trường Khoa làm đạo diễn. Phim được chuyển thể từ tiểu thuyết Phù thủy dưới đáy biển của tác giả Giả Hiểu. Phim phát sóng vào lúc 20h45 thứ 4, 5, 6 hàng tuần bắt đầu từ ngày 5 tháng 4 năm 2017 và kết thúc vào ngày 30 tháng 6 năm 2017 trên kênh VTV1.

## Nội dung
Phim xoay quanh cuộc sống hôn nhân của Minh Vân và Việt Thanh, đặc biệt là mối quan hệ căng thẳng giữa Vân và mẹ chồng - bà Phương. Bà Phương là người mẹ chồng truyền thống, thường xuyên can thiệp vào cuộc sống của con cái, gây ra nhiều mâu thuẫn trong gia đình. Thanh, chồng Vân, lại không đủ bản lĩnh để đứng về phía vợ, khiến cuộc sống hôn nhân của họ ngày càng rạn nứt.
Sau nhiều xung đột và tổn thương, Vân quyết định ly hôn. Cô dần tìm thấy hạnh phúc bên Sơn, một người đàn ông hiểu và trân trọng cô. Trong tập cuối, Vân bất ngờ đến thăm mẹ chồng cũ tại bệnh viện khiến bà Phương xúc động và ngậm ngùi xin lỗi cô. Phim kết thúc bằng nụ hôn dài giữa Vân và Sơn, mở ra một tương lai mới cho họ.

## Diễn viên

### Diễn viên chính
- Lan Hương trong vai Bà Phương[5]
- Bảo Thanh trong vai Vũ Thị Minh Vân[5]
- Anh Dũng trong vai Hoàng Việt Thanh[6]
- Trần Đức trong vai Ông Phương[6]

### Diễn viên phụ
- Công Lý trong vai Ông Bằng[6]
- Thu Quỳnh trong vai Trang[6]
- Việt Anh trong vai Sơn[6]
- Bùi Minh Phương trong vai Bà Điều[6]
- Nguyễn Phúc Lưu Lan Hương trong vai Bà Bằng
- Danh Tùng trong vai Tùng
- Thanh Tú trong vai Dì Bích
- Thanh Hương trong vai Nhu
- Hương Giang trong vai Trâm
- Hoàng Thu Trang (Trang Cherry) trong vai Diệp
- Ngô Thế Nguyên trong vai Linh
- Vân Anh trong vai Nhật
- Trang Moon trong vai Thảo
- Cẩm Vân trong vai Chi
- Dương Anh Đức trong vai Long
- Quế Hằng trong vai Mẹ Sơn
- Nguyễn Mạnh Cường trong vai Người yêu cũ của Vân
- Ngọc Thoa trong vai Bà nội của Thanh

Cùng một số diễn viên khác....

## Ca khúc trong phim
Bài hát trong phim là ca khúc "Hạnh phúc mong manh" do Lê Anh Dũng sáng tác và Khánh Linh thể hiện.

## Đón nhận
Tại thời điểm phát sóng, bộ phim đã nhanh chóng thu hút người xem bởi chủ đề khai thác những tình tiết xoay quanh mẹ chồng nàng dâu, kịch bản Việt hóa tốt, dàn diễn viên nổi tiếng và tư duy làm phim hiện đại. Trích đoạn giới thiệu trước của phim đã đạt 10 triệu lượt xem sau khi đăng tải. Có thời điểm, Sống chung với mẹ chồng cán mốc tỷ suất người xem 14% tại khu vực Hà Nội; một vị trí quảng cáo cũng có giá lên tới gần hai trăm triệu đồng.
Dù vậy, càng về sau, bộ phim lại bị cho là "kém nhiệt" do nhiều tình tiết, nhân vật bị cường điệu hóa quá mức; diễn xuất nhạt nhòa của một số diễn viên và việc lộ kết phim khiến cho sự tò mò của người xem giảm đi.

## Thay đổi lịch phát sóng
Ngày 19 tháng 5 năm 2017, bộ phim đã tạm hoãn phát sóng tập 20 do trùng với buổi truyền hình trực tiếp chương trình nghệ thuật sử thi đặc biệt kỷ niệm 70 năm ngày Bác Hồ về ATK Định Hóa – Thái Nguyên. Vào ngày 1 tháng 6 năm 2017, bộ phim lùi lịch phát sóng tập 24 xuống một ngày vì trùng với buổi truyền hình trực tiếp Gala khai mạc Liên hoan thiếu nhi ASEAN+ 2017. Cũng trong ngày 21 tháng 6 cùng năm, bộ phim đã lùi lịch phát sóng tập 31 xuống một ngày do trùng sự kiện lễ trao giải Báo chí quốc gia lần thứ XI.

## Giải thưởng
| Năm  | Giải thưởng     | Hạng mục                  | (Người) đề cử | Kết quả   | Tham khảo |
| ---- | --------------- | ------------------------- | ------------- | --------- | --------- |
| 2017 | Ấn tượng VTV    | Phim truyền hình ấn tượng | —             | Đề cử     | [ 15 ]    |
| 2017 | Ấn tượng VTV    | Nữ diễn viên ấn tượng     | Bảo Thanh     | Đoạt giải | [ 15 ]    |
| 2017 | Ấn tượng VTV    | Nam diễn viên ấn tượng    | Anh Dũng      | Đề cử     | [ 16 ]    |
| 2017 | Giải Mai Vàng   | Phim truyền hình          | —             | Đề cử     | [ 17 ]    |
| 2017 | WeChoice Awards | Phim truyền hình của năm  | —             | Đề cử     | [ 18 ]    |